# Авенданьо, Виктор
Анхель Педро Викторио Авенданьо (исп. Ángel Pedro Victorio Avendaño, или Виктор Авенданьо исп. Victor Avendaño) — аргентинский боксёр, завоевавший золотую медаль на Олимпийских играх 1928 года в Амстердаме в весовой категории до 79,4 кг.

## Бои
В таблице перечислены результаты всех поединков боксёров.
В каждой строке указан результат поединка. Дополнительно номер поединка обозначен цветом, который обозначает итог поединка. Расшифровка обозначений и цветов представлена в нижеследующей таблице.
| Пример | Расшифровка                     |
| ------ | ------------------------------- |
|        | Победа                          |
|        | Ничья                           |
|        | Поражение                       |
|        | Планируемый поединок            |
|        | Поединок признан несостоявшимся |
| КО     | Нокаут                          |
| ТКО    | Технический нокаут              |
| PTS    | Решение судей (по очкам)        |
| UD     | Единогласное решение судей      |
| MD     | Решение большинства судей       |
| SD     | Раздельное решение судей        |
| RTD    | Отказ от продолжения боя        |
| DQ     | Дисквалификация                 |
| NC     | Поединок признан несостоявшимся |

### На Олимпийских играх
| Дата       | Тур        | Соперник          | Итог |
| ---------- | ---------- | ----------------- | ---- |
| 08.08.1928 | 1/8 финала | Серхио Охеда      | PTS  |
| 09.08.1928 | 1/4 финала | Дональд Каррик    | PTS  |
| 10.08.1928 | 1/2 финала | Дон МакКоркиндейл | PTS  |
| 11.08.1928 | Финал      | Эрнст Пистулла    | PTS  |

### 1930—1931
| Дата       | Город                | Соперник               | Итог |
| ---------- | -------------------- | ---------------------- | ---- |
| 02.01.1930 | Буэнос-Айрес         | Энрике Гомес           | PTS  |
| 27.02.1930 | Буэнос-Айрес         | Доминго Хосе Карратоли | KO   |
| 01.03.1930 | Санта-Фе             | Вирхилио Галлуччи      | KO   |
| 01.12.1930 | Буэнос-Айрес         | Доменико Чеккарелли    | NC*  |
| 02.01.1931 | Сантьяго-дель-Эстеро | Сальвадор Сакконе      | KO   |

* было проведено 3 раунда из 5